# Övre Hågåsjön
Övre Hågåsjön är en sjö i Älvdalens kommun i Dalarna och ingår i Dalälvens huvudavrinningsområde. Sjön har en area på 0,785 kvadratkilometer och ligger 718,9 meter över havet. Sjön avvattnas av vattendraget Hågåån.

## Delavrinningsområde
Övre Hågåsjön ingår i det delavrinningsområde (690160-133525) som SMHI kallar för Utloppet av Övre Hagatjärnen. Medelhöjden är 766 meter över havet och ytan är 5,92 kvadratkilometer. Räknas de 12 avrinningsområdena uppströms in blir den ackumulerade arean 73,77 kvadratkilometer. Hågåån som avvattnar avrinningsområdet har biflödesordning 3, vilket innebär att vattnet flödar genom totalt 3 vattendrag innan det når havet efter 512 kilometer. Avrinningsområdet består mestadels av skog (56 procent), sankmarker (11 procent) och kalfjäll (13 procent). Avrinningsområdet har 0,78 kvadratkilometer vattenytor vilket ger det en sjöprocent på 13,2 procent.